# Sankt Kanzian am Klopeiner See
Sankt Kanzian am Klopeiner See est une commune autrichienne du district de Völkermarkt en Carinthie.